# Nakhti (chancelier)
Pour les articles homonymes, voir Nakhti.
Nakhti est un chancelier de la fin de la XIe dynastie, début de la XIIe dynastie.